# Marius Niculae
Marius Constantin Niculae (Bucareste, 16 de Maio de 1981) é um futebolista romeno, actualmente joga no clube Shandong Luneng.

## Títulos
Dínamo
- Campeonato Romeno: 1999-00
- Copa da Roménia:  1999-00, 2000-01, 2011-12
- Supercopa da Roménia: 2012

 Sporting
- Campeonato Português: 2001-02
- Taça de Portugal: 2001-02
- Supertaça de Portugal: 2002